# Viure un altre cop
Viure un altre cop (títol original en anglès, June Again) és una pel·lícula de comèdia australiana del 2021 coescrita i dirigida per JJ Winlove. S'ha doblat al català.

## Sinopsi
La June Wilton, conscient que la demència està afectant la seva ment, decideix convocar els seus fills per intentar salvar el negoci familiar i, al mateix temps, revivar les flames d'una foguera que ja es troba en brases.

## Repartiment
- Noni Hazlehurst com a June
- Claudia Karvan com a Ginny
- Stephen Curry com a Devon

## Rebuda
Rotten Tomatoes enumera 12 crítics que han qualificat la pel·lícula com a "fresca" i que li han donat a la pel·lícula una puntuació del 100%.
Paul Byrnes de The Sydney Morning Herald li atorga 3 estrelles, tot concloent que "la pel·lícula té les seves recompenses, sobretot en veure la lluminosa actuació de Hazlehurst, però podria haver estat una aspirant". Jane Freebury del Canberra Times li va donar 4 estrelles, i va escriure: "Pesen els coneixements de JJ Winlove sobre la dinàmica d'una família típica. És una habilitat per retratar les lluites familiars d'una manera que semblin fresques, relaxades i no-jutjadores".

## Premis i reconeixements
- 11ns Premis AACTA
  - Millor banda sonora original - Christopher Gordon - guanyador[5]
  - Millor actriu principal - Noni Hazlehurst - nominada[6]
  - Millor actriu secundària - Claudia Karvan - nominada[6]
  - Millor guió original - JJ Winlove - nominat[6]